# Объект 659
Объект 659 — советская опытная боевая машина пехоты. Разработана в г. Кургане в конструкторском бюро Курганского машиностроительного завода (в некоторых источниках ошибочно приводится индекс «Объект 609»). Серийно не производилась.

## История создания
В начале 1960-х годов наряду с другими проектами боевых машин пехоты в Конструкторском Бюро Курганского машиностроительного завода был выполнен проект боевой машины пехоты под обозначением «Объект 609». Однако проект в серию не пошёл.

## Описание конструкции
Согласно проекту ориентировочная масса машины была 12~13 тонн.
Состоял из двух человек: механик-водитель и командир-оператор вооружения. Десант составлял 22 человека.

### Броневой корпус и башня
Корпус представлял сварную конструкцию, состоящую из катаных броневых листов, толщина которых составляла от 16 до 30 мм.

### Вооружение
В качестве основного вооружения предполагалось использовать гладкоствольную 73-мм пусковую установку 2А28 «Гром». Боекомплект пушки должен был составлять от 38 до 40 выстрелов.
Дополнительным вооружением был танковый вариант 7,62-мм пулемёта Горюнова (СГМТ), боекомплект составлял 2000 патронов.

### Двигатель и трансмиссия
В качестве двигателя должен был использоваться карбюраторный двигатель ЗИЛ-375, имеющий мощность 140 л.с. Двигатель позволял развивать скорость до 85 км/ч на колёсном ходу и до 40 км/ на гусеничном.

### Ходовая часть
БМП имела колёсное шасси, для повышения проходимости было установлено гусеничное приспособление.
Движение по воде осуществлялось с помощью перемотки гусениц.